# Obstbauversuchsanstalt Jork
Die Obstbauversuchsanstalt Jork befasst sich mit biologischen und marktwirtschaftlichen Fragen des Obstbaus.

## Lage und Geschichte
Sie liegt in Jork im Alten Land, Europas zweitgrößtem zusammenhängenden Obstbaugebiet. Sie wird von Karsten Klopp geleitet und untersteht der Landwirtschaftskammer Niedersachsen.
Bereits 1929 wurde der Obstbauversuchsring von Altländer Obstbauern gebildet, um Methoden zur Steigerung der Erträge zu entwickeln und Beratung für die Betriebe anzubieten. Die Obstbauversuchsanstalt kam 1935 als wissenschaftliche Ergänzung des Obstbauversuchsring hinzu. Erster Leiter war Ernst-Ludwig Loewel. Zu Anfang wurde hauptsächlich nach Bekämpfungsmöglichkeiten gegen die damals für manche Obstbauern existenzbedrohende Pflanzenkrankheit Apfelschorf und den Schädling Apfelblattsauger geforscht. Gerhard Friedrich beispielsweise forschte dort zu Fragen der Schorfbehandlung und entwickelte eine Sporenfalle für Ascosporen.
Die Anstalt war Ausgangsort für mehrere Neuzüchtungen von Apfelsorten. So ging der Gloster 69 als Kreuzung aus Glockenapfel und Richared (eine Mutante von Red Delicious) im Jahr 1951 aus einer lokalen Züchtung hervor. Auch der Jamba fand im Jahr 1955 hier seinen Ursprung. Zu den Kirschensorten aus Jork gehören Erika, Bianca, Oktavia und Regina.
Alle Züchtungsaktivitäten wurden nach der Deutschen Wiedervereinigung nach Pillnitz verlagert.

## Leiter der Anstalt
- 1935: Ernst-Ludwig Loewel
- 1974 bis 2005:  Karl-Heinz Tiemann
- seit 2005: Karsten Klopp